# 1951 au Québec
Cet article traite des événements survenus en 1951 au Québec. 

## Événements

### Janvier
- 1er janvier : La municipalité de Laurier-Station est constituée[1].
- 9 janvier : le premier ministre québécois Maurice Duplessis annonce la création d'une Régie de contrôle des loyers[2].
- 12 janvier : Albert Guay, qui a été reconnu coupable de l'attentat aérien de Sault-au-Cochon, est pendu. Au moment de monter à la potence, il déclare: "Au moins, je meurs célèbre"[3].
- 24 janvier : le syndicat des employés du magasin Dupuis Frères est finalement légalisé[4].
- 31 janvier : à Trois-Rivières, le pont Duplessis s'écroule faisant quatre morts. Le premier ministre parle de sabotage[5].

### Février
- 5 février : le PLQ réclame une enquête publique sur l'effondrement du pont Duplessis[6].
- 9 février : le trésorier provincial Onésime Gagnon annonce un budget de 236 millions de dollars pour l'année 1951-1952[7].
- 18 février : le gouvernement Duplessis annonce une enquête publique sur l'effondrement du pont Duplessis[5].
- 20 février : à Paris, Félix Leclerc reçoit un grand prix de l'Académie Charles-Cros pour la chanson Moi, mes souliers[8].

### Mars
- 2 mars : l'archidiocèse de Sherbrooke est fondé[9].
- 8 mars : l'élection municipale de Québec du 13 novembre 1950 est annulée pour vices de procédure. Elle est reportée au 9 avril[10].
- 16 mars : Marguerite Ruest-Pitre (en) est reconnue coupable et de complicité directe dans l'affaire du crash aérien de Sault-au-Cochon. Pendue en 1953, elle sera la dernière femme à être exécutée au Canada[11].
- 30 mars : l'Assemblée législative crée la Régie provinciale des loyers dont le but est de protéger les locataires contre les abus des propriétaires[12].
- 31 mars : 
  - Trans Canada Airlines (future Air Canada) est la première compagnie canadienne à desservir la ligne Montréal-Paris[13].
  - le village de Châteauguay est presque entièrement inondé par la rivière du même nom. Le débordement est dû aux crues du printemps[14].

### Avril
- 6 avril : Vincent Auriol est le premier chef d'État français en fonction à visiter le Canada. Le 8, il s'arrête à Montréal[15].
- 9 avril : Lucien-Hubert Borne est réélu maire de Québec pour un sixième mandat[16].

### Mai
- 1er mai : à Ottawa, le gouvernement St-Laurent dépose un projet de loi sur les pensions de vieillesse sans attendre une entente avec les provinces. Quatre jours plus tard, l'entente est conclue. Les Canadiens âgés de plus de 70 ans pourront recevoir 40 $ par mois à partir de janvier 1952[17].
- 18 mai : inauguration du nouvel édifice de Radio-Canada à Montréal[18].
- 27 mai : inauguration des travaux du premier barrage de la rivière Manicouagan[19].

### Juin
- 1er juin : dépôt du rapport de la commission Massey, qui recommande entre autres la création d'un Conseil canadien des arts et des lettres, une aide fédérale aux universités et un système étendu de bourses d'études et de recherches[20].
- 15 juin : l'incendie de l'hospice Sainte-Cunégonde à Montréal fait 35 morts[21].

### Juillet
- 5 juillet : un incendie ravage une partie du village de Cap-Chat[22].
- 8 juillet : inauguration du premier collège classique d'Abitibi à Amos[23].

### Août
- 1er août : Jean-Louis Roux, Guy Hoffmann, Jean Gascon et d'autres artistes fondent le Théâtre du Nouveau Monde[24].
- 11 août : le chef libéral Georges-Émile Lapalme accuse Maurice Duplessis d'avoir donné l'Ungava aux Américains. Il déclare alors: "La province ne recevra qu'un sou la tonne pour le fer que l'on extraira des mines québécoises"[25].

### Septembre
- 9 septembre : Maurice Duplessis critique le rapport de la commission Massey qui demande, selon lui, une ingérence plus grande du fédéral dans la culture et l'éducation, des domaines de juridiction exclusivement provinciaux[26].
- 25 septembre - La première Rôtisserie Saint-Hubert est inaugurée sur la rue Saint-Hubert à Montréal[27].

### Octobre
- 4 octobre : Le premier ministre Duplessis inaugure officiellement la route 54, reliant Québec à Chicoutimi, en présence du ministre Antonio Talbot. La route sera longtemps connue sous le nom de Boulevard Talbot[28].
- 8 et 9 octobre : la princesse Élisabeth, future reine, visite pour la première fois le Québec[29].

### Novembre
- 7 novembre : début de la troisième session de la 23e législature. On y annonce que la trésorerie provinciale portera désormais le nom de ministère des Finances[30].
- 21 novembre : le rapport de la commission d'enquête sur le pont Duplessis exonère le gouvernement et la compagnie qui l'a construit de tout blâme mais demeure flou quant à la cause de l'effondrement. Les deux hypothèses qui prévalent sont le sabotage et «une cause scientifiquement inconnue». Dans les jours qui suivent, le premier ministre Duplessis met en cause les communistes et ordonne une surveillance permanente du nouveau pont par des gardes de sécurité[31].

## Naissances
- Esther Trépanier (historienne de l'art, professeur d'université et conservatrice de musée) († 4 mars 2024)
- Michel Arsenault (syndicaliste)
- 13 janvier - Guy Corneau (psychanalyste et essayiste) († 5 janvier 2017)
- 17 janvier - Isabelle Lajeunesse (actrice)
- 1er mars - Jocelyn Guevremont (joueur et entraineur de hockey)
- 5 mars - Bob Richer (joueur de hockey)
- 9 mars - Katerine Mousseau (actrice)
- 27 mars - Bobby Lalonde (joueur de hockey)
- 29 mars - Christiane Charette (animatrice)
- 30 mars - Yves Séguin (homme politique et économiste)
- 31 mars - Hartland Monahan (joueur de hockey)
- 18 avril - Pierre Pettigrew (homme politique)
- 19 avril - Richard Lemieux (en) (joueur de hockey)
- 30 avril - Ghyslain Tremblay (acteur) († 7 avril 2020)
- 14 mai - Pierre Plante (joueur de hockey)
- 18 juin - Gerry Lecomte (joueur de hockey)
- 16 juillet - Jean-Luc Mongrain (animateur)
- 26 juillet - Rick Martin (joueur de hockey) († 13 mars 2011)
- 3 août - Marcel Dionne (joueur de hockey)
- 11 août - Vincent Bilodeau (acteur)
- 24 août - Richard Leduc (joueur de hockey)
- 31 août - Jean-Pierre St-Louis (directeur de la photographie)  († 9 avril 2020)
- 4 septembre - Claude Meunier (humoriste et auteur)
- 20 septembre - Guy Lafleur (joueur de hockey) († 22 avril 2022)
- 27 septembre - Michel Rivard (auteur-compositeur-interprète)
- 3 octobre - Claudine Chatel (actrice)
- 13 octobre - Mario Lirette (animateur)
- 25 octobre - Gilles Rhéaume (militant indépendantiste) († 8 février 2015)
- 8 novembre - Tony Accurso (homme d'affaires)
- 13 novembre - Pierre Arcand (homme politique)
- 22 novembre - Kent Nagano (chef d'orchestre)
- 7 décembre - Richard Darbois (acteur)
- 13 décembre - Guy Ouellette (homme politique)
- 29 décembre - Georges Thurston (chanteur) († 18 juin 2007)

## Décès
- 1er janvier - Charles-Joseph Arcand (homme politique)  (º 27 décembre 1871)
- 12 janvier - Albert Guay (criminel) (º 23 septembre 1918)
- 15 janvier - Léon Gérin (sociologue) (º 17 mai 1863)
- 9 avril - Beaudry Leman (ingénieur, homme politique et banquier) (º 2 janvier 1878)
- 8 juin - Eugène Fiset (homme politique, lieutenant-gouverneur du Québec) (º 15 mars 1874)
- 15 août - Hortensius Béïque (homme d'affaires et homme politique) (º 29 septembre 1889)
- 13 décembre - Nicéphore Lessard (personnalité religieuse) (º 8 janvier 1879)